# Ágnes Farkas
Dans le nom hongrois Farkas Ágnes, le nom de famille précède le prénom, mais cet article utilise l’ordre habituel en français Ágnes Farkas, où le prénom précède le nom.
Ne pas confondre avec la handballeuse hongroise Andrea Farkas. Pour les articles homonymes, voir Farkas.
Ágnes Farkas, née le 21 avril 1973 à Budapest, est une ancienne joueuse de handball hongroise. Elle est championne d'Europe 2000, vice-championne olympique 2000 et double vice-championne du monde (1995 et 2003).

## Biographie
En 1996, une blessure l'empêche de participer aux JO 1996 et au Championnat d'Europe 1996.

## Palmarès

### Club
Compétitions nationales
- Championnat de Hongrie (5) : 1991, 1994, 1995, 1996, 2002
- Coupe de Hongrie (6) : 1992, 1994, 1995, 1996, 2000, 2003
- Coupe d'Allemagne (1) : 1997
- Championnat de Croatie (2) : 1998, 1999
- Coupe de Croatie (2) : 1998, 1999
- Championnat du Danemark : vice-champion en 2005

Compétitions internationales
- Ligue des champions : finaliste en 2002 (avec Ferencváros TC)
- Coupe des Coupes : finaliste en 1994 (avec Ferencváros TC)
- Coupe EHF : finaliste en 1997 (avec Borussia Dortmund)

### Sélection nationale
- Jeux olympiques[2]
  -  Médaille d'argent aux Jeux olympiques de 2000 à Sydney,  Australie
  - 5e aux Jeux olympiques de 2004 à Athènes,  Grèce
- Championnat du monde
  -  Médaille d'argent au Championnat du monde 1995,  Autriche et  Hongrie
  -  Médaille d'argent au Championnat du monde 2003,  Croatie
  - 5e au Championnat du monde 2001,  Italie
  - 5e au Championnat du monde 1999,  Norvège et  Danemark
  - 7e au Championnat du monde 1993,  Norvège
  - 9e au Championnat du monde 1997,  Allemagne
- Championnat d'Europe
  -  Médaille d'or au Championnat d'Europe 2000,  Roumanie
  -  Médaille de bronze au Championnat d'Europe 2004,  Hongrie
  -  Médaille de bronze au Championnat d'Europe 1998,  Pays-Bas
  - 4e au Championnat d'Europe 1994,  Allemagne
  - 5e au Championnat d'Europe 2002,  Danemark

### Distinction personnelle
- Meilleure marqueuse du Championnat d'Europe (2) : 1994 et 2002
- Meilleure arrière gauche du Championnat d'Europe 1994
- Meilleure marqueuse du Championnat de Hongrie (1) : 2001
- Handballeuse hongroise de l'année (2) : 2001, 2002
- Chevalier de l'Ordre du Mérite (1) : 2000
- 2e meilleure handballeuse de l'année 2002 (28,73 %, derrière Chao Zhai, 32,28 %)[3]